# 이재강
이재강(李在康, 1962년 7월 20일~)는 대한민국의 정치학자, 정치인이다. 제22대 국회의원이다. 더불어민주당 소속 정치인으로서 경기도 평화부지사를 역임했다. 그밖에 경남대학교, 경성대학교의 강사와 정치학 외래교수, 주택도시보증공사(HUG) 상근감사위원, 한국스카우트연맹 부산지역 이사 등을 역임했다.
2012년 민주통합당에 입당하며 정계에 입문하여 대한민국 제19대 국회의원 선거 때 부산광역시 서구에 출마하여 현역 의원 새누리당 유기준 후보와 맞붙었으나 29.38% 득표에 그치며 낙선했다. 낙선한 뒤에는 새정치민주연합 부산 서구 지역위원장 직을 맡다가 더불어민주당 원도심재생특위 위원장을 맡았다. 그리고 2016년 대한민국 제20대 국회의원 선거에 더불어민주당 후보로 선거구가 조정된 부산 서구·동구 지역구에 출마하였다. 당시 새누리당 공천 결과에 불복해 무소속 출마를 강행하여 보수 표심이 둘로 분열되는 호재를 안았지만 현역 의원 유기준 후보의 벽을 넘지 못하고 34.81% 득표에 그치며 또 다시 낙선했다. 2018년 4월에는 HUG 주택도시보증공사 상근감사위원직에 임명되었다.
2020년 제21대 국회의원 선거에 다시 부산 서구·동구 지역구에 출마하여 42.2%를 득표하며 56.04%를 득표한 안병길 미래통합당 후보를 상대로 13.84% 차로 패배하였다. 낙선 이후 5월 12일에 이재명 경기도지사에 의해 경기도 평화부지사로 임명됐다. 2020년 12월 29일 부산광역시장 보궐선거 출마를 시사하였다.
2024년 4월 대한민국 제22대 국회의원 선거에서 경기 의정부시 을에 출마, 당선되었다.

## 경력
- 1987. 4. 19.~1990.7. 30. 해군본부 해병대 1사단 중위 예편
- 1991~1992 경남대학교 강사
- 1991~1992 경성대학교 강사
- 경성대학교, 경남대학교 정치학 외래교수[4]
- 부산 도시재생특위 위원장
- 2011. 1.~2011. 12. 재영한인총연합회 부회장
- 2012. 5.~2013. 5.민주통합당 부산광역시당 서구 지역위원회 위원장
- 더불어민주당 원도심재생특위 위원장
- 한국스카우트연맹 부산지역연맹 이사
- 2012. 8.~2012. 12. 문재인 대통령후보 선대본 부산지역 소통조직본부장
- 2012. 8.~2013. 1. 문재인 선거대책본부 달님방송국 대표
- 부산국제크루즈연구소(BICI) 이사장[5]
- 2013. 5.~2014. 3. 민주당 부산광역시당 서구 지역위원회 위원장
- 2014. 3.~2015. 12. 새정치민주연합 부산광역시당 서구 지역위원회 위원장
- 2015. 12.~2016. 5. 더불어민주당 부산광역시당 서구 지역위원회 위원장
- 2016. 5.~2020. 5. 더불어민주당 부산광역시당 서구·동구 지역위원회 위원장
- 2018. 3. 5.~2018. 4. 30. 한국국제크루즈연구소(KICI) 이사장
- 2018. 3. 30.~2019. 12. 16. 주택도시보증공사(HUG) 상근감사위원
- 2017. 4. 13.~2017. 5. 11. 문재인 대통령후보 선대본 상임선대본부장
- 부산대학교 정치외교학과 총동문회 회장
- 2018. 3. 7.~ 북항통합개발추진단 위원
- 더불어민주당 부산광역시당 비전위원장
- 더불어민주당 기본사회위원회 부위원장
- 2020. 5. 12.~2021. 10. 26. 경기도 평화부지사
- 2021. 11. 1.~ 기본소득국민운동본부 공동대표
- 2024. 4. 10. 대한민국 제22대 국회의원 선거 당선(경기 의정부시 을, 더불어민주당, 초선)
- 2024. 5.~ 더불어민주당 경기도당 의정부시 을 지역위원회 위원장
- 2024. 8.~ 더불어민주당 경기도당 수석부위원장
- 2024. 10.~ 더불어민주당 세계한인민주회의 수석부의장
- 2024. 11.~2025. 8.: 더불어민주당 이재명 대표 사회특보단 한인동포특보

### 의정 활동
- 2024년 5월 30일~: 제22대 국회의원(경기 의정부시 을, 더불어민주당, 초선)
  - 2024년 6월~: 제22대 국회 전반기 외교통일위원회 위원
  - 2024년 6월~2025년 6월: 제22대 국회 전반기 예산결산특별위원회 위원

## 학력
- 남부민국민학교 졸업
- 부산체육중학교 졸업
- 동아고등학교 졸업
- 부산대학교 정치외교학 학사 졸업

### 비학위 수료
- 부산대학교 정치학 석사 수료
- 부산대학교 정치학 박사 수료
- 런던 정치경제대학교 정치학 박사 수료

## 선거 이력
|  | 29.38% |

|  | 34.81% |

|  | 42.20% |

|  | 55.27% |

## 소속 정당
| 소속 정당 | 소속 정당      | 소속 기간 | 비고      |
| --------- | -------------- | --------- | --------- |
|           | 민주통합당     | 2012~2013 | 정계 입문 |
|           | 민주당         | 2013~2014 | 당명 변경 |
|           | 새정치민주연합 | 2014~2015 | 합당      |
|           | 더불어민주당   | 2015~2020 | 당명 변경 |
|           | 무소속         | 2020~2021 | 탈당      |
|           | 더불어민주당   | 2021~현재 | 복당      |

## 같이 보기
- 의정부시 을
- 의정부시의 국회의원
- 경기도 부지사